# A Troll in Central Park
A Troll in Central Park (ook gekend als Stanley's Magic Garden) is een animatiefilm uit 1994. Deze fantasy werd geregisseerd door Don Bluth en Gary Goldman. De film werd uitgebracht door Warner Bros. Entertainment, Inc.
Stemmen worden ingesproken door onder andere Dom DeLuise, Phillip Glasser, Tawny Sunshine Glover, Cloris Leachman, Hayley Mills, Jonathan Pryce en Charles Nelson Reilly. 
De film werd een flop en slechts 0,30% van het budget werd terugverdiend.

## Verhaal
Stanley is een trol die woont in het barre "koninkrijk der trollen". Hij heeft magische krachten en kan met zijn oplichtende groene duim prachtige bloemen onmiddellijk laten groeien. Bloemen zijn echter ten strengste verboden in het koninkrijk, vandaar dat Stanley deze op een geheime locatie teelt.
Op een dag loopt dit uit de hand waardoor er een enorm grote tulp groeit die door de andere trollen wordt opgemerkt. Daarop wordt Stanley door het trollenleger overgebracht naar koningin Gnorga. Zij is van mening dat trollen kwaadaardig moeten zijn en moeten genieten van al het bittere en al het leed dat zich in de wereld voordoet. Stanley is in haar opzicht het tegenovergestelde wat een trol zou moeten zijn. Omdat Stanley het trollenvolk een slechte naam zou geven, wil ze hem omtoveren in een stenen beeld. 
Koning Llort is van nature uit milder, maar durft zijn ware aard niet te tonen aan Gnorga. Toch kan hij haar overtuigen om Stanley te bannen naar een stenen omgeving waar niets kan groeien. Gnorga gebruikt haar magie om Stanley over te brengen naar New York. Daar belandt Stanley uiteindelijk in Central Park.
In Manhattan willen Gus en zijn zusje Rosie naar Central Park. Echter hebben hun vader noch moeder hiervoor tijd omdat ze moeten werken. Daarom beslist Gus om samen met Rosie stiekem te vertrekken. 
Terwijl Gus in het park speelt met zijn boot, achtervolgt Rosie een vlinder. Zo komt ze terecht in een ondergrondse grot waar Stanley zich verbergt. De twee worden al snel vrienden. Gus vindt haar zus en de trol al redelijk snel. 
Koningin Gnorga heeft een magische diamant waarmee ze het reilen en zeilen van Stanley kan volgen. Wanneer ze verneemt dat Stanley zich amuseert, gebruikt ze haar magie op Gus om hem zo hard te laten wenen dat er een woeste zee ontstaat in de grot. Stanley gebruikt daarop zijn magie om Gus zijn boot te vergroten. Zo overleven ze de zondvloed. Stanley leert de kinderen ook dat hun dromen uit kunnen komen en hoe ze deze kunnen betreden. 
Ten einde raad gebruikt Gnorga haar magie om een tornado te laten razen over Central Park waardoor dit bijna volledig wordt vernield. Daarop ontvoert ze Rosie. Wanneer Gus Rosie tracht te redden, wordt hij door Gnorga omgevormd tot een trol. Stanley gaat in tegenaanval en zijn magie wint: vanaf nu groeien er rozen uit het lichaam van Gnorga. 
Stanley, Gus en Rosie vluchten met hun boot, die nu eerder een soort van vliegtuig is. Gnorga gebruikt telepathie op Gus om Stanley aan te raken. Gus, nu ook een trol, heeft een magische duim. Zo wordt Stanley alsnog omgevormd tot een stenen beeldje. Daarop crasht "het vliegtuigbootje" ter hoogte van het huis van Gus en Rosie. Stanley gebruikt zijn laatste krachten om Gnorga om te vormen tot een complete rozenstruik. Daarop valt hij uit het vliegtuigje en belandt in een vuilnisbak. Rosie en Gus belanden in hun kamer op hun bed. Gnorga, Llort en hun hond hebben de slag gewonnen en vertrekken terug naar hun koninkrijk. Gus krijgt terug zijn menselijke vorm.
De volgende dag nemen Alan en Hillary hun kinderen wel mee naar Central Park. Gus en Rosie nemen de stenen Stanley mee en zetten hem op een pedestal. Terwijl hun ouders niet kijken, tracht Gus hem met zijn duim terug om te vormen. De poging mislukt en de kinderen gaan teleurgesteld met hun ouders naar huis. Toch, even later blijkt de poging toch geslaagd en Stanley begint Central Park onmiddellijk herop te bouwen met zijn magie. Zelfs meer: gans Manhattan wordt een groene omgeving.
Nu Gnorga een rozenstruik is, heeft Llort de macht overgenomen in het koninkrijk der trollen. Hij laat vanaf nu wel zijn ware aard zien waardoor de trollen nu ook vriendelijker moeten leven.

## Rolverdeling
| Acteur                | Personage |
| --------------------- | --------- |
| Dom DeLuise           | Stanley   |
| Phillip Glasser       | Gus       |
| Tawny Sunshine Glover | Rosie     |
| Cloris Leachman       | Gnorga    |
| Charles Nelson Reilly | Llort     |
| Jonathan Pryce        | Alan      |
| Hayley Mills          | Hillary   |